# Проводник (завод)
Проводник (завод) — одно из самых известных мировых предприятий по производству резиновых изделий конца XIX - начала XX века. Был основан в 1888 году как собственность паевого товарищества. Располагался в Риге, на территории северного предместья города, которое носило название Рейдовая Двина (впоследствии переименованное в Красную Двину, ныне рижский микрорайон Саркандаугава). До наших дней сохранилось здание головного корпуса «Проводника» в самом начале улицы, носившей ранее название Второй Выгонной дамбы.

## Завод-рекордсмен
Перед Первой мировой войной на «Проводнике», к тому времени образовавшем картель с не менее передовым санкт-петербургским «Треугольником», насчитывалось более 16000 работников, что являлось своеобразным количественным рекордом среди всех рижских промышленных предприятий времён Российской империи. Единственным производственным объединением, которому удалось превзойти «Проводник» по этому показателю, к середине 1970-х годов стал ВЭФ. Капитал был приумножен до 18 миллионов рублей (данные на 1914 год).

## Начальный этап развития

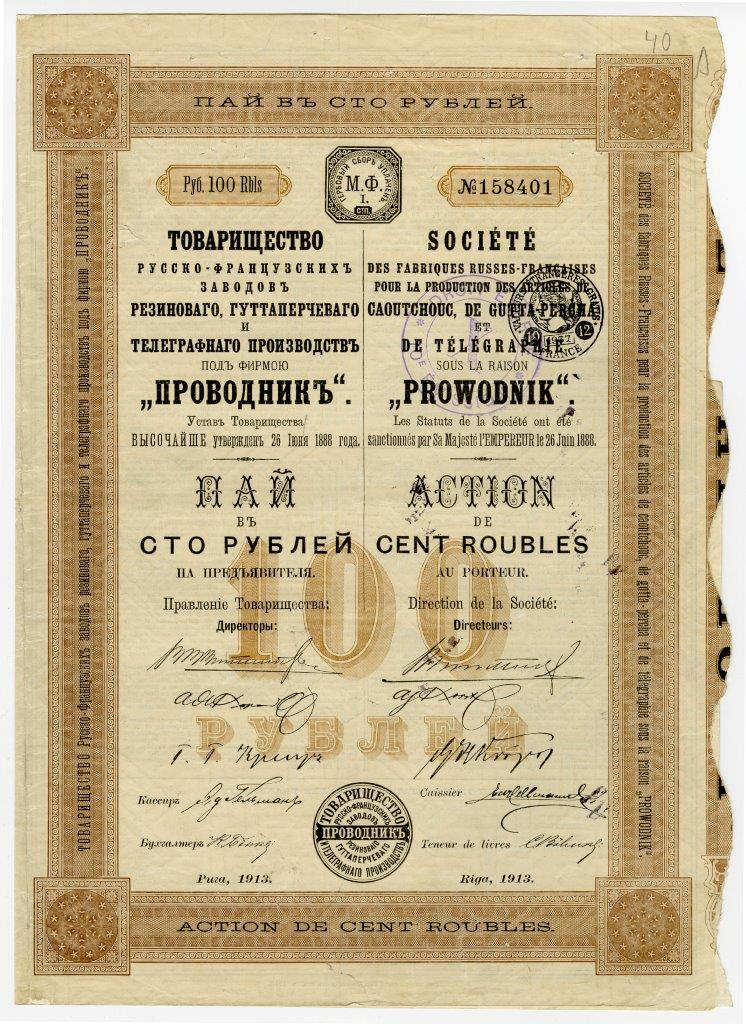
Пай в 100 руб. на предъявителя Товарищества русско-французских заводов резинового, гуттаперчивого и телеграфного производств под фирмою "Проводник". Рига, 1913 г.

Временем основания этого преуспевающей компании считается 1888 г. 26 июня того года был Высочайше утвержден Устав Товарищества русско-французских заводов резинового, гуттаперчевого и телеграфного производств под фирмой "Проводник" - акционерного общества, владевшего предприятием. Основной капитал Товарищества на момент учреждения составлял сумму в 700 тысяч рублей, сполна оплаченных на паях участниками товарищества. В последующие годы размер основного капитала компании неоднократно увеличивался.  На раннем этапе развития товарищества «Проводник» в нём трудилось 650 рабочих. На конец XIX века предприятие стабильно заняло второе место по уровню производства продукции в пределах России (первое место традиционно занимало столичное предприятие «Треугольник»). Перед войной «Проводник» занимал третье-четвёртое место в мире по количеству произведённой продукции, а компетентные европейские эксперты признавали, что «Проводник» мог смело претендовать на первое место в мировом масштабе по качеству продукции.
Во время майского Рижского бунта 1899 года от фабрики «Проводник» участвовали в многотысячной акции протеста более 2000 рабочих, в основном женщин (как, собственно, и весь бунт можно считать своеобразным проявлением женской пролетарской активности). 20 декабря 1905 года возле центрального здания «Проводника» произошло ожесточённое столкновение между рижскими боевиками и отрядом драгунских войск, в котором победу не одержал никто, но нервы друг другу изрядно потрепали[значимость факта?][стиль].

## О предприятии
Спектр производства рижского резинового завода был чрезвычайно широк. «Проводник» производил покрышки для автомобилей (в том числе и для первых в России рижских автомобилей, сошедших с конвейера завода «Руссо-Балт» в количестве 170 единиц в 1908 году) велосипедов (в том числе рижской фабрики «Сан Саныча» Лейтнера, пионера в области велосипедостроения в масштабах Российской империи), самолётов (в том числе рижских, собранных на фабрике «Мотор» и Русско-Балтийском вагоностроительном заводе по оригинальным проектам легендарного изобретателя Александра Пороховщикова). Также «Проводник» специализировался на производстве лёгких понтонов, изоляционной ленты, линолеума, резиновой обуви, пользовавшейся популярностью у русских солдат в периоды ведения военных действий (Русско-японская война, Первая мировая война), детских игрушек, медицинского оборудования разного предназначения, ткани и одежды, резиновых и асбестовых пластинок.
Главное рижское предприятие по производству резиновых изделий в качестве сырьевого материала использовало ввозную продукцию (каучук регулярно добывался в Латинской Америке и транспортировался в Рижский порт). 95% произведённых изделий сбывали во внутренние районы Российской империи. Фактически весь период своей истории большую часть акций контролировал крупнейший французский банк «Societe Marseillaise» (он обладал 74% от общего числа паёв) при участии некоторых петербургских и рижских банков. «Проводник» находился в условиях постоянной принципиальной конкуренции с заводом «Треугольник», однако в самом начале XX столетия эти два гиганта предпочли связать друг друга картельными соглашениями. В 1900 году на предприятии была разработана инновационная методика обработки каучука, что оказало существенное влияние на темпы роста продукции в первое десятилетие. Эта перспективная и экономичная технология была тут же запатентована  в США и практически во всех странах Западной Европы, что позволило создателям «Проводника» регулярно получать дополнительные финансовые средства на налаживание производственных мощностей.

## Социальная база предприятия
«Проводник» активнее всех остальных рижских фабрик и заводов заботился о своих работниках на протяжении всего периода своего существования. По рекомендации директора «Проводника» на территории нового рижского района Кайзервальд (Кейзармежс, Царский лес, в Латвийской республике Межапарк), по соседству с роскошными виллами, построенными по указанию Джорджа Армитстеда, курировавшего развитие этой местности после 1901 года, был открыт детский сад для детей рабочих «Проводника», что можно назвать беспрецедентным шагом. Здание это сохранилось до наших дней. При «Проводнике» были бесплатные больница, роддом, бани, четыре дня в неделю в Царском парке устраивались бесплатные концерты лучших городских музыкантов, представления увеселителей, жонглёров, эквилибристов, престидижитаторов.
Руководители предприятия предоставляли финансовую помощь детям рабочих, когда те поступали в городские гимназии, иногда полностью погашая плату за обучение. При фабрике, в представительном четырёхэтажном здании находился клуб «Проводника», в котором пользователям предоставлялись обширная библиотека с богатым выбором книг (гордость клуба), танцевальный зал, кегельбан, десяток бильярдных столов… Библиотека выписывала периодические издания на разных языках: русском, латышском, немецком и литовском.

## Судьба после войны
Летом 1915 года, когда к Риге приблизилась линия фронта, было принято тяжёлое решение о  проведении широкомасштабной эвакуации промышленных предприятий из Риги: в число объектов, подлежащих вывозу, разумеется, был включён и «Проводник». Главный директор завода, получив пособие на эвакуацию в размере 850 тыс. руб., медлил с погрузкой, после этого сымитировал забастовку рабочих и скрылся из города с деньгами.
Частично работа «Проводника» была возобновлена в Москве и окрестных городках в условиях естественных в сложившейся ситуации нестабильности, недостатка сырья и плохого состояния инвентаря в середине 1917 года. В 1918 году последовала национализация этих раздробленных и нескоординированных промышленных предприятий. В период независимой Латвии межвоенного периода деятельность «Проводника» не была возобновлена, а с 1947 года по наши дни его помещения использует головное предприятие Рижского электромашиностроительного завода (РЭЗа). РЭЗ считает себя преемником «Проводника»  и ведет свою историю со дня его основания.